# والتر کاپوچی
والتر کاپوچی (انگلیسی: Walter Capozucchi؛ زادهٔ ۷ فوریهٔ ۱۹۶۷) بازیکن فوتبال اهل آرژانتین است.